# Бялобоже
Бялобоже (пол. Białoborze) — село в Польщі, у гміні Стопниця Буського повіту Свентокшиського воєводства.
Населення — 292 особи (2011).
У 1975-1998 роках село належало до Келецького воєводства.

## Демографія
Демографічна структура на день 31 березня 2011 року:
|          | Загалом | Допрацездатний вік | Працездатний вік | Постпрацездатний вік |
| -------- | ------- | ------------------ | ---------------- | -------------------- |
| Чоловіки | 150     | 23                 | 107              | 20                   |
| Жінки    | 142     | 24                 | 75               | 43                   |
| Разом    | 292     | 47                 | 182              | 63                   |